# Jon Ander Gamboa
Jon Ander Gamboa Aguirre (Guecho, 1 de julio de 1953) es un abogado y dirigente deportivo español. Fue el secretario general de la Federación Vasca de Fútbol (FVF-EFF) desde 1993 hasta 2014.
Anteriormente desempeñó el cargo de secretario general de la Federación Vizcaína de Fútbol (FVF-BFF) durante nueve años (1984-1993).

## Biografía
Nació en Guecho en 1953. Se licenció en Derecho en la Universidad de Deusto. Es abogado del Colegio de Abogados de Vizcaya y directivo deportivo. 
Unido al mundo directivo deportivo desde joven, en el año 1984 Gamboa fue elegido secretario general de la Federación Vizcaína de Fútbol (FVF-BFF), cargo que ejerció durante nueve años hasta el año 1993.
En 1993 Gamboa fue elegido secretario general de la Federación Vasca de Fútbol (FVF-EFF) por unanimidad. Ejerció el cargo de secretario general de la FVF-EFF durante 21 años, en los que estuvo al frente, con presidentes de la federación como Iñaki Dobaran o Santiago Arostegui.
Durante los años 2009 y 2010 Gamboa tuvo que lidiar con la controversia sobre el nombre de la selección vasca y su oficialidad. En especial por su ámbito y su integración en la Federación Española (RFEF).El conflicto siguió durante los siguientes años, como en el año 2013 con las disputas que hubo en los partidos de la selección vasca, en las que Gamboa tuvo que lidiar para que no hubiera ningún veto ni sanción por parte de la RFEF o de la FIFA.
En el año 2014 fue sucedido por el abogado y directivo deportivo Kepa Allica, quien hasta ese momento era el secretario general de la Federación Vizcaína de Fútbol (FVF-BFF) durante siete años, entre 2007 y 2014.

## Vida personal
Viven en Guecho. Su hija es la actriz Olatz Ganboa.

## Actuación
A finales del año 2014, Gamboa comenzó en la actuación y el teatro, con el actor y director escénico Javier Liñera. Es integrante de la compañía de teatro vasca Kaleka.
Durante 2017 y 2018, representó la obra Brumas Vespertinas, dirigida por Aitor Pérez y Javier Liñera. Debido a su actuación en la obra fue nominado a mejor actor principal.
En 2023 representó la obra ¿Me dejas darle el biberón?, junto a su hija Olatz Ganboa, escrita por Patxo Tellería y codirigida por Patxo Tellería y Mikel Losada. La obra fue premiada con el Premio Álex Angulo de Teatro Breve (2023) conferido por Pabellón Nº 6 y el Ayuntamiento de Bilbao y también recibió el Premio del Público (2023).

## Teatro
- 2017-2018, Brumas Vespertinas, dir. Aitor Pérez y Javier Liñera
- 2023, ¿Me dejas darle el biberón?, dir. Patxo Tellería y Mikel Losada
- 2023, Todo el tiempo del mundo, dir. Javier Liñera